# Kvæveskolten
Kvæveskolten är en kulle i Antarktis. Den ligger i Östantarktis. Norge gör anspråk på området. Toppen på Kvæveskolten är 2 052 meter över havet, eller 173 meter över den omgivande terrängen. Bredden vid basen är 1,6 km.
Terrängen runt Kvæveskolten är platt åt nordost, men åt sydväst är den kuperad. Trakten är obefolkad. Det finns inga samhällen i närheten.